# Hiroto Yamamura
Hiroto Yamamura (født 12. juli 1974) er en tidligere japansk fodboldspiller.
Han har spillet for flere forskellige klubber i sin karriere, herunder Gamba Osaka.